# Synagoge (Buren)

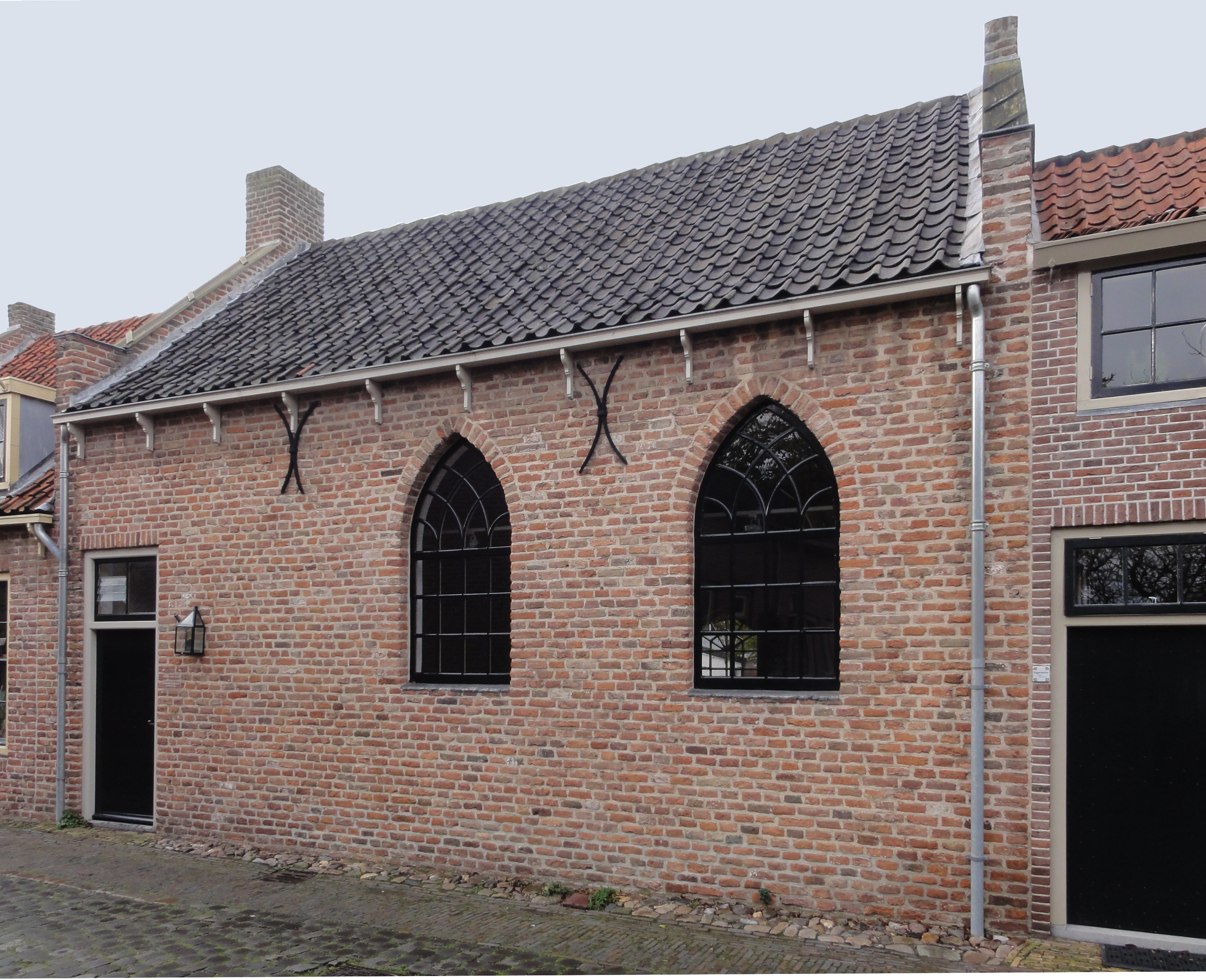
Ehemalige Synagoge in Buren

Die Synagoge in Buren, einer Gemeinde in der niederländischen Provinz Gelderland, wurde 1804 errichtet. Die profanierte Synagoge mit der Adresse Kniphoek 14 ist als Rijksmonument ein geschütztes Kulturdenkmal.
Bereits im Mittelalter sind Juden in Buren belegt. Nach den Verfolgungen siedelten sich ab dem 18. Jahrhundert wieder Juden in Buren an. Die Jüdische Gemeinde Buren hatte im Jahr 1809 mit 53 Mitgliedern ihren Höchststand erreicht.
Die Synagoge wurde 1864 renoviert und danach nur noch bis 1899 genutzt, da durch den Wegzug der Gemeindemitglieder in die Städte die jüdische Gemeinde aufgelöst wurde.
Das Synagogengebäude wurde 1906 verkauft und für verschiedenen Zwecke genutzt. Im Jahr 1968 wurde das Gebäude renoviert, es gehört nun der Gemeinde Buren und dient seit 2004 für Kulturveranstaltungen.  